# لیلةالهریر
لیلةالهریر (به معنای شب زوزه) یکی از شب‌های جنگ صفین بود. از اول ماه صفر سال ۳۷ درگیری‌های سنگینی به مدت ۱۱ روز در محلی به‌نام صفین که در ناحیه غربی عراق میان بالس و رقه است از سر گرفته شد. در یکی از این شب‌ها چون سربازان از شدت جراحت ناله می‌کردند، به این نام معروف شد. هریر به معنی  زوزه سگ، و کنایه از همهمه و ناله و غوغا می‌باشد. سخت‌ترین شب جنگ صفین از نظر تلفات گسترده دو سپاه و فزونی ناله و فریاد زخمیان، «لیلة الهریر» (شب ناله و غوغا) نام دارد.
در لیلةالهریر سربازان معاویه زوزه می‌کشیدند به همین دلیل نام این شب لیلةالهریر گردید. هریر در عربی به معنای زوزه است.
ابن ابى الحدید گوید: على هر رزمجوى دلاورى را که می‌کشت تکبیر می‌گفت و در لیلة الهریر شماره تکبیراتش به ۵۲۳ رسید و معلوم گردید که ۵۲۳ نفر از ابطال نامى را در آن شب کشته است . (کشف الغمه ص ۷۳)